# Список громадянських війн
|  | Службовий список статей, створений для координації робіт з розвитку теми. Це попередження не встановлюється на інформаційні списки і глосарії. |

Нижче наведений список громадянських війн за століттями.

## До н. е.
- Маркоманські війни (180—166 н.е.)

- Громадянські війни у Стародавньому Римі (133—30 до н. е.)
- Союзницька війна (91—88 до н. е.)

- Громадянська війна в Стародавньому Римі (88—87 до н. е.)

- Громадянська війна в Стародавньому Римі (83—82 до н. е.)

- Громадянська війна в Стародавньому Римі (49—45 до н. е.)

- Громадянська війна в Стародавньому Римі (44—42 до н. е.)
- Мутинська війна (43 до н. е.)
- Повстання Секста Помпея (43—36 до н.е.)
- Остання війна Римської республіки (31 до н. е.)

## I століття
- Рік чотирьох імператорів (68—69)

## II століття
- Рік п'яти імператорів (193)

## III століття
- Криза III століття (235—284)
- Війни восьми принців (291—306)

## IV століття
- Громадянські війни Тетрархії (306—324)

## VI століття
- Ніка (532)

## IX століття
- Повстання Фоми Слов'янина (821—823)
- Селянська війна в Китаї (874—884)

## X століття
- Повстання древлян (945)

## XI століття
- Міжусобна війна на Русі (1094—1097)
- Міжусобна війна на Русі (1097—1100)

## XII століття
- Епоха громадянських воєн в Норвегії (1130—1240)
- Анархія (Англія) (1135—1154)
- Міжусобна війна на Русі (1158—1161)
- Міжусобна війна на Русі (1196)
- Міжусобні війни (XII—XIII)

## XIII століття
- Галицьке повстання (1219—1221)
- Міжусобна війна на Русі (1228—1240)
- Перше прусське повстання (1242—1249)
- Португальська міжусобна війна (1245—1248)
- Повстання Арбанона (1257—1259)
- Велике прусське повстання (1260—1274)
- Повстання Івайла (1277—1280)
- Перша війна за незалежність Шотландії (1296—1328)

## XIV століття
- Громадянська війна у Візантії (1321—1328)
- Селянське повстання у Фландрії (1323—1328)
- Громадянська війна у Візантії (1341—1347)
- Повстання Юрієвої ночі (1343—1345)
- Повстання червоних пов'язок (1351—1368)
- Громадянська війна у Візантії (1352—1357)
- Жакерія (1358)
- Громадянська війна у Кастилії (1366—1369)
- Громадянська війна у Візантії (1373—1379)
- Повстання Уота Тайлера (1381)
- Громадянська війна у Великому князівстві Литовському (1381—1384)
- Велика громадянська війна у Польщі (1382—1385)
- Португальське міжкоролів'я (1382—1385)
- Громадянська війна у Великому князівстві Литовському (1389—1392)

## XV століття
- Османське міжправління (1402—1413)
- Міжусобні війни на Московщині (1425—1453)
- Бакотське повстання (1431—1434)

- Громадянська війна у Великому князівстві Литовському (1432—1438)
- Повстання Лева (1457)
- Повстання Мухи (1490—1492)

## XVI століття
- Громадянська війна в Османській імперії (1509—1512)
- Повстання принца Анхуа (1510)
- Повстання на острові Хвар (1510—1514)
- Повстання Дєрдя Дожі (1514)
- Словенське селянське повстання (1515)
- Повстання фрісландських селян (1515—1523)
- Повстання принца Ніна (1519—1521)
- Повстання комунерос (1520-1521)
- Війна за незалежність Швеції (1521—1523)
- Селянська війна в Німеччині (1524—1525)
- Громадянська війна в Імперії інків (1529—1532)
- Повстання Роберта Кета (1549)

- Перша громадянська війна в Казахському ханстві (1522—1538)
- Релігійні війни у Франції (1562—1598)
- Смутні часи (1598—1613)

## XVII століття
- Повстання Болотникова (1606—1607)
- Єпископські війни (1639—1640)
- Ірландське повстання  (1641)

- Англійська громадянська війна (1642—1651)
- Протекторат Кромвеля (1647—1660)

- Повстання Пушкаря і Барабаша (1657—1658)

- Громадянська війна в Брунеї (1660—1673)
- Повстання Степана Разіна (1676—1681)
- Коломацький переворот (1687)
- Громадянська війна у Великому князівстві Литовському (1696—1702)
- Війни Конфедерації Ірландії
- Шотландська громадянська війна

## XVIII століття
- Громадянська війна в Польщі (1704—1706)
- Громадянська війна чокто (1747—1750)
- Громадянська війна між Афшаридами та Каджарами (1747—1796)
- Громадянська війна у В'єтнамі (1789–1802)
- Повстання Пугачова (1773—1775)
- Громадянська війна в Триполітанії (1793—1795)

## XIX століття

### 1801—1810
- Війна палиць (1802)

### 1811—1820
- Громадянська війна в Аргентині (1814—1876)
- Іспанська революція (1820—1823)

### 1821—1830
- Ліберальні війни (1828—1834)

### 1831—1840
- Перша карлістська війна (1833—1840)
- Війна Фаррапус (1835—1845)
- Громадянська війна в Уругваї (1838—1852)

### 1841—1850
- Патулейя (1846—1847)
- Друга карлістська війна (1846—1849)
- Громадянська війна у Швейцарії (1847)

### 1851—1860
- Війна за реформу (1857—1861)
- Громадянська війна в Колумбії (1860—1862)

### 1861—1870
- Громадянська війна в США (1861—1865)
- Шестирічна війна (1868—1874)

### 1871—1880
- Третя карлістська війна (1872—1876)
- Громадянська війна в Перу (1877)

### 1881—1890
- Громадянська війна у Самоа (1886—1894)

### 1891—1900
- Громадянська війна у Самоа (1898—1899)
- Громадянська війна у Венесуелі (1899—1902)
- Тисячоденна війна (1899—1902)

## XX століття

### 1901—1910
- Мексиканська революція (1910—1917)

### 1911—1920
- Громадянська війна в Домініканській Республіці (1911—1912)
- Громадянська війна в Парагваї (1911—1912)
- Громадянська війна в Домініканській Республіці (1911—1912)
- Друга революція (1913)
- Громадянська війна в Домініканській Республіці (1914)
- Громадянська війна в Росії (1917—1921)
- Громадянська війна у Фінляндії (1918)
- Війна за незалежність Латвії (1918—1920)
- Північна монархія (1919)
- Громадянська війна в Гондурасі (1919)

### 1921—1930
- Громадянська війна в Парагваї (1922—1923)
- Громадянська війна в Ірландії (1922—1923)
- Громадянська війна в Мексиці (1923—1924)
- Громадянська війна в Еквадорі (1923—1925)
- Громадянська війна в Гондурасі (1924)
- Повстання Крістерос (1926—1929)
- Громадянська війна в Китаї (1927—1950)
- Громадянська війна в Афганістані (1928—1929)

### 1931—1940
- Лютневе повстання в Австрії (1934)
- Громадянська війна в Іспанії (1936—1939)

### 1941—1950
- Громадянська війна у Греції (1946—1949)
- Громадянська війна в Парагваї (1947)
- Громадянська війна у підмандатній Палестині (1947—1948)
- Громадянська війна в Коста-Риці (1948)
- Ла Віоленсія (1948—1958)
- Громадянська війна в М'янмі (1948—2012)
- Інцидент на Янцзи (1949)

### 1951—1960
- Повстання мау-мау (1952–1960)
- Перша громадянська війна в Судані (1955—1972)
- Громадянська війна на Кубі (1956—1959)
- Ліванська криза (1958)
- Війна у В'єтнамі (1959—1975)
- Громадянська війна в Лаосі (1960—1973)
- Громадянська війна у Гватемалі (1960—1996)

### 1961—1970
- Громадянська війна у Гватемалі (1960—1996)
- Вересневе повстання в Іракському Курдистані (1961—1975)

- Військовий переворот у Ємені (1962)
- Громадянська війна в Родезії (1964—1979)
- Громадянська війна в Колумбії (1964—2016)
- Окупація Домініканської Республіки військами США (1965—1966)
- Перша громадянська війна в Чаді (1965—1990)
- Громадянська війна в Нігерії (1967—1970)
- Громадянська війна в Камбоджі (1967—1975)
- Громадянська війна в Йорданії («Чорний вересень») (1970—1971)

### 1971—1980
- Громадянська війна в Ефіопії (1974—1991)
- Громадянська війна в Лівані (1975—1990)

- Громадянська війна в Анголі (1975—2002)
- Громадянська війна в Мозамбіку (1977—1992)
- Саурська революція (1978)
- Війна в Афганістані (1979—1989)
- Громадянська війна в Сальвадорі (1980—1992)

### 1981—1990
- Громадянська війна в Уганді (1981—1986)
- Конфлікт у Казамансі (1982—триває)
- Друга громадянська війна в Судані (1983—2005)
- Громадянська війна на Шрі-Ланці (1983—2009)
- Громадянська війна в Південному Ємені (1986—1987)
- Громадянська війна в Сомалі (1988 — теперішній час)
- Румунська революція (1989)
- Громадянська війна в Афганістані (1989—1992)
- Перша громадянська війна в Ліберії (1989—1996)
- Громадянська війна в Грузії (1990—1993)
- Громадянська війна в Руанді (1990—1994)

### 1991—2000
- Громадянська війна в Джибуті (1991—1994)

- Громадянська війна в Алжирі (1991—2002)
- Громадянська війна в Сьєрра-Леоне (1991—2002)
- Хорватсько-боснійська війна (1992—1994)
- Громадянська війна в Афганістані (1992—1996)
- Громадянська війна в Таджикистані (1992—1997)
- Громадянська війна в Бурунді (1993—2005)
- Громадянська війна в Ємені (1994)
- Конфлікт у Капріві (1994-1998)
- Громадянська війна в Іракському Курдистані (1994—1998)
- Громадянська війна в Афганістані (1996—2001)
- Громадянська війна в Непалі (1996—2006)
- Друга громадянська війна в Республіці Конго (1997—1999)
- Громадянська війна у Гвінеї-Бісау (1998—1999)
- Друга конголезька війна (1998—2002)
- Друга громадянська війна в Ліберії (1999—2003)

## XXI століття

### 2001—2010
- Війна в Афганістані (2001—2021)
- Ісламське повстання в Магрибі (2002—триває)
- Дарфурський конфлікт (2003—триває)

- Громадянська війна в Центральноафриканській Республіці (2004—2007)
- Громадянська війна в Сомалі (2004—триває)
- Громадянська війна в Чаді (2005—2010)

- Політична криза у Кот-д'Івуарі (2010—2011)

### 2011—2020
- Перша громадянська війна у Лівії (2011)
- Громадянська війна в Сирії (2011—триває)

- Конфлікт у Південному Кордофані (2011—триває)
- Війна в Малі (2012)
- Громадянська війна в Центральноафриканській Республіці (2012—2014)
- Громадянська війна в Південному Судані (2013—триває)
- Громадянська війна в Іраку (2014—триває)
- Друга громадянська війна у Лівії (2014—2020)
- Громадянська війна в Ємені (2015—триває)